# Medlovice (kraj zliński)
Medlovice – gmina w Czechach, w powiecie Uherské Hradiště, w kraju zlińskim. Według danych z dnia 1 stycznia 2012 liczyła 480 mieszkańców.
Zobacz też:
- Medlovice